# Agrotis lividoradiata
Agrotis lividoradiata là một loài bướm đêm trong họ Noctuidae.